# Loefgrenianthus blanche-amesiae
Loefgrenianthus blanche-amesiae är en orkidéart som först beskrevs av Johan Albert o Constantin Loefgren, och fick sitt nu gällande namn av Frederico Carlos Hoehne. Loefgrenianthus blanche-amesiae ingår i släktet Loefgrenianthus och familjen orkidéer. Inga underarter finns listade i Catalogue of Life.

## Bildgalleri

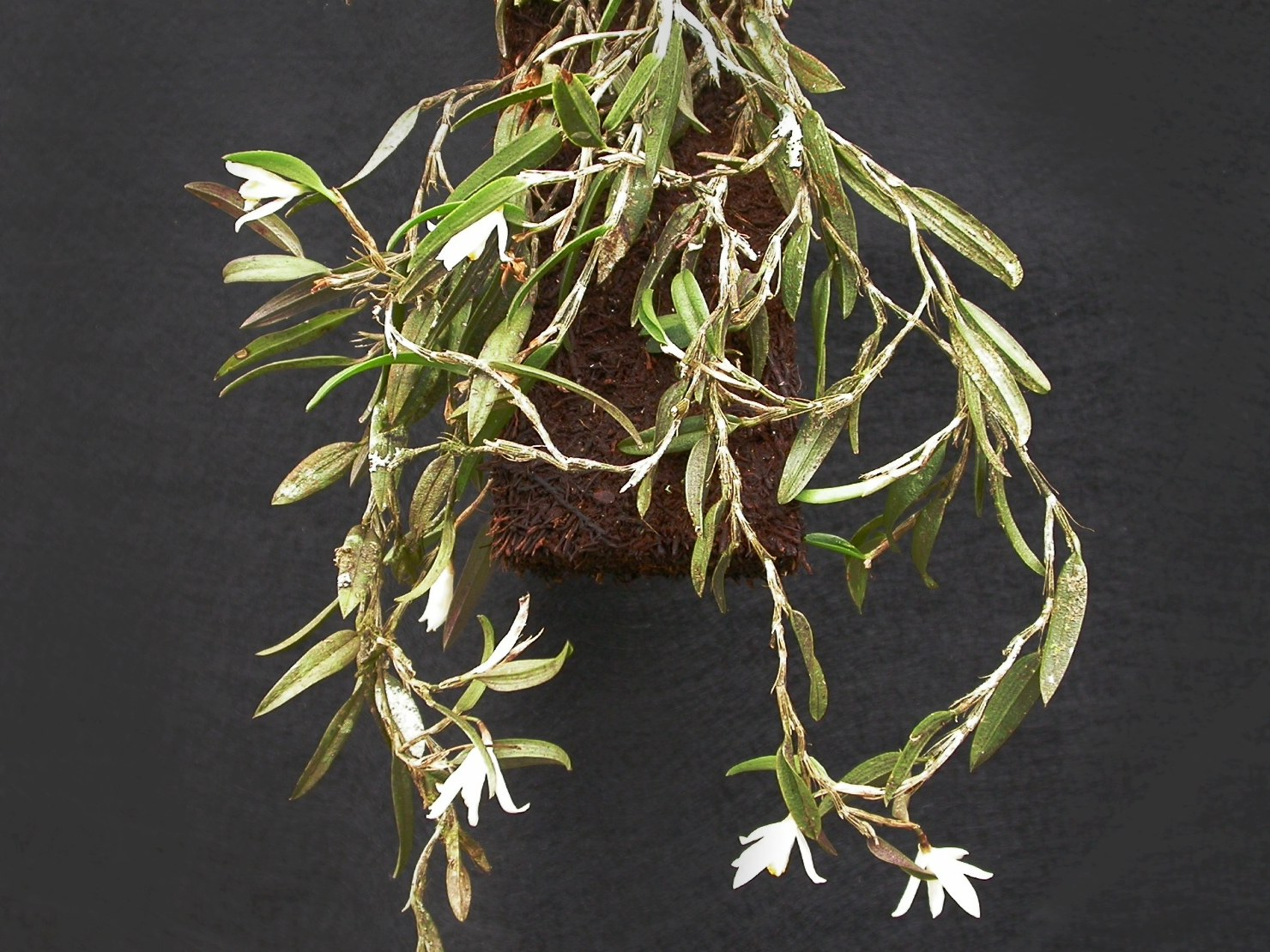
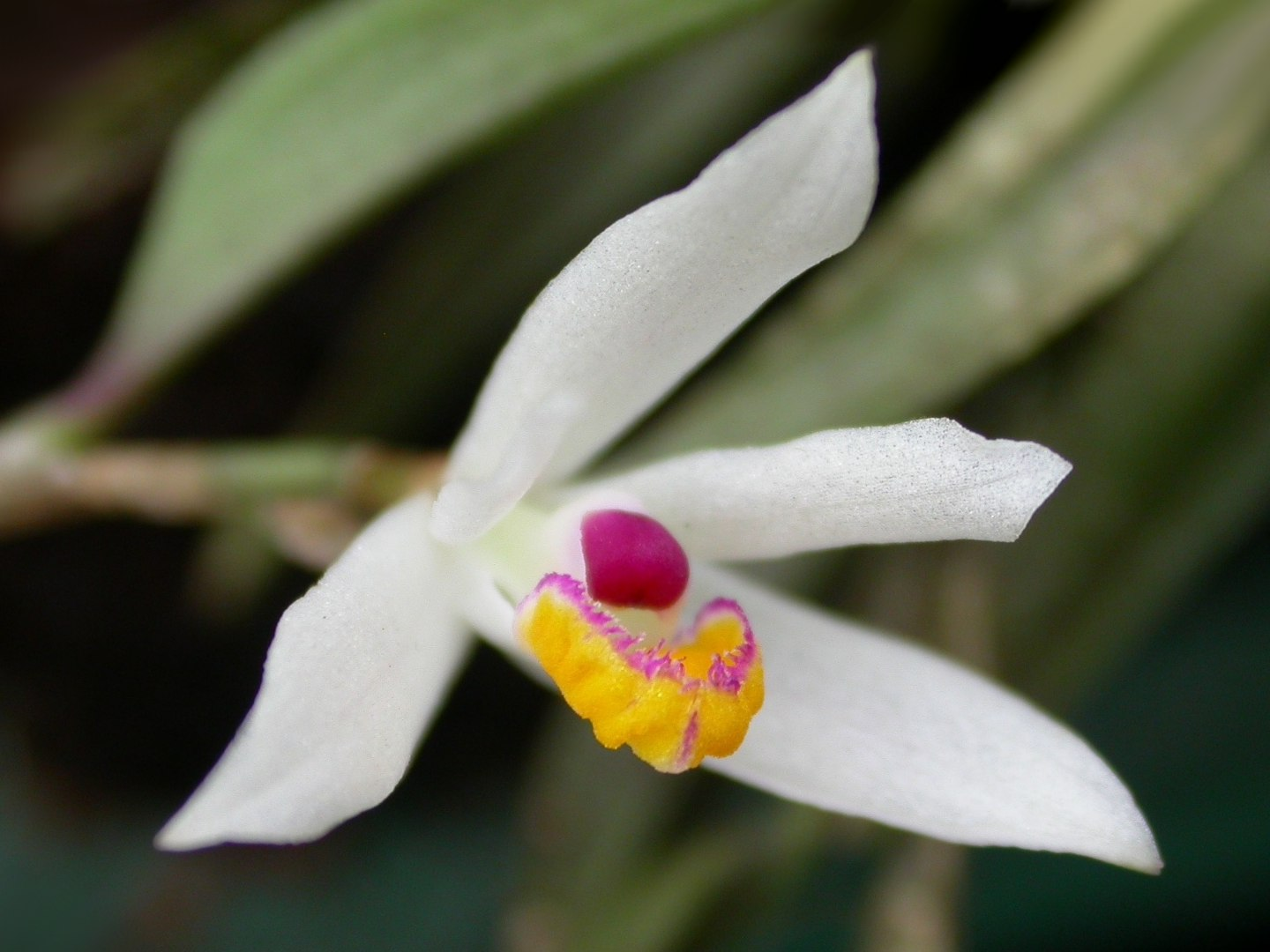